# Sarcophaga auromaculata
Sarcophaga auromaculata är en tvåvingeart som först beskrevs av Vimmer och Victor Gerald Soukup 1940.  Sarcophaga auromaculata ingår i släktet Sarcophaga och familjen köttflugor.
Artens utbredningsområde är Peru. Inga underarter finns listade i Catalogue of Life.